# Bernat de Cardona i de Queralt
Bernat de Cardona i de Queralt fou abat de Sant Miquel de Cuixà (1592-1612) i de Sant Pere de Camprodon. Va ésser nomenat President de la Generalitat de Catalunya el 22 de juliol del 1602.
Era fill de Lluís de Cardona i Rocabertí i de Jerònima de Queralt i de Luna, família dels comtes de Santa Coloma.
Va haver de patir el nomenament que Felip III feu de Joan de Queralt i de Ribes com a governador de Catalunya. Joan de Queralt havia estat acusat de corrupció quan era diputat militar en el trienni 1584-1587 i detingut per la Generalitat el 1588. Tot i les queixes del braç militar pel nomenament, Bernat de Cardona ho va haver d'acceptar després de consultar-ho als doctors en dret.
Sovintejaren els conflictes amb els oficials reials, aquest cop amb el capità general de les tropes al Rosselló, en Carles Coloma i de Melo.
L'aplicació del nou impost acordat a les Corts de Barcelona (1599), el dret de galeres, generà protestes del comerciants doncs diuen que feia baixar les vendes. Les galeres no s'havien començat a construir i els diputats intentaren que se suspengués l'aplicació de l'impost. El rei es va negar mitjançant una carta al president que aquest va considerar "molt genèrica i compendiosa" i amb promeses reials molt poc concretes.
Bernat de Cardona va rebre al Palau de la Generalitat la visita de la comtessa de Benavente, Mencia de Requesens i Zuñiga, filla de Lluís de Requesens i Zúñiga. Cap al final de 1603, també va rebre la visita d'Antoni de Cardona i Fernández de Córdoba, duc de Somma, Sessa i Baena, comte de Palamós, Trivento, Avelino i Cabra, i senyor de Bellpuig.